# Serdar Gürler
Serdar Gürler (Haguenau, 14 settembre 1991) è un calciatore francese naturalizzato turco, attaccante dell'İstanbul Başakşehir.

## Carriera

### Club
Nella stagione 2009-2010 gioca una partita di Ligue 1 con il Sochaux. Anche nella stagione 2011-2012 fa un'apparizione in campionato.
Nella stagione 2012-2013 gioca 23 partite in Süper Lig con l'Elazığspor.

### Nazionale
Nel 2010 gioca una partita con l'Under-21 turca, valevole per le qualificazioni all'Europeo di categoria del 2011.